# Sao nhập ngũ (mùa 16)
Mùa thứ 16 của chương trình Sao nhập ngũ với tên gọi Sao nhập ngũ 2025: Khi Tổ quốc gọi tên được phát sóng trên kênh QPVN và HTV7 từ ngày 3 tháng 8 năm 2025. Mùa này có sự tham gia của 30 nghệ sĩ và là mùa có số lượng nghệ sĩ tham gia đông nhất trong tất cả các mùa của chương trình.

## Sản xuất và phát sóng
Đầu tháng 7 năm 2025, mạng xã hội lan truyền một số tấm ảnh có sự xuất hiện của Chi Pu và Trang Pháp trong trang phục quân đội và tại một nơi được cho là nơi sinh hoạt thường thấy của các chiến sĩ bộ đội. Nhiều người cho rằng cả hai đang cùng tham gia ghi hình mùa mới của Sao nhập ngũ. Bên cạnh đó, nhiều nghệ sĩ khác cũng được khán giả bắt gặp khi đang ở một quán ăn trong môi trường quân đội. Nhiều khán giả còn dự đoán rằng đây là mùa "All-star" với sự xuất hiện của khoảng 20 chiến sĩ từ những mùa trước cùng với các chiến sĩ mới khác. Vài ngày sau đó, chương trình chính thức thông báo về sự trở lại của Sao nhập ngũ 2025, dự kiến lên sóng vào tháng 8.
Vào cuối tháng 7, lần lượt các nghệ sĩ tham gia chương trình được công bố, với 8 đội trưởng là Trần Nguyên Cát Vũ (Tim), Phùng Thanh Độ (Độ Mixi), Nguyễn Bình An, Lê Huỳnh Anh, Linh Ngọc Đàm, Chi Pu, Diệu Nhi và Hòa Minzy.
Buổi họp báo Sao nhập ngũ 2025 diễn ra vào chiều ngày 2 tháng 8 tại Thành phố Hồ Chí Minh. Với sự góp mặt của 30 nghệ sĩ, đây là mùa phát sóng với số lượng nghệ sĩ tham gia đông nhất trong các mùa, nhiều gấp 3 lần so với các mùa trước đó. Bên cạnh 8 đội trưởng, chương trình còn có sự tham gia của nhiều nghệ sĩ từng tham gia các mùa trước như Hương Giang, Kỳ Duyên, Huỳnh Lập, Thiên Ân, Duy Khánh, Anh Tú, Mạc Văn Khoa, cùng với các nghệ sĩ lần đầu tham gia bao gồm Diệp Lâm Anh, Tăng Phúc, Trang Pháp, Ninh Dương Lan Ngọc... Đại diện ban tổ chức cho biết, mùa 16 của Sao nhập ngũ có chủ đề là Khi Tổ quốc gọi tên; theo đó, chương trình được định hướng trở thành hành trình truyền cảm hứng yêu nước đến hết năm. Khác với những mùa trước được xây dựng như một "khóa huấn luyện tân binh", mùa 16 được thiết kế như một "trại huấn luyện thực chiến". Các nhân vật trải nghiệm của mùa này sẽ vượt qua 4 giai đoạn huấn luyện, bao gồm: "Đối mặt với giới hạn bản thân", "Rèn luyện sức mạnh chiến thuật", "Lý tưởng phục vụ nhân dân" và "Khi Tổ quốc gọi tên". Đồng thời, chương trình còn mang đến "trải nghiệm đấu trường" cho các nghệ sĩ tham gia, có tên là "Chảo lửa thách đấu". Theo nhà sản xuất, đây là nơi các cuộc đối kháng sẽ diễn ra một cách không khoan nhượng, các chiến sĩ sẽ không chỉ cần đến thể lực mà phải vận dụng mọi kỹ năng quân sự đã được huấn luyện để vượt qua đối phương.
Chương trình do Viettel Media thuộc Tập đoàn Công nghiệp – Viễn thông Quân đội sản xuất và phát hành. Bối cảnh ghi hình mùa này được thực hiện tại 3 đơn vị quân đội thuộc 3 quân chủng khác nhau. Chương trình lên sóng từ ngày 3 tháng 8 lúc 12:00 chủ nhật hàng tuần trên kênh QPVN, TV360 và SCTV6, và 21:10 thứ 4 hàng tuần trên HTV7 và kênh YouTube chính thức của chương trình.

## Nhân vật trải nghiệm
Có tổng cộng 30 nhân vật trải nghiệm xuất hiện trong chương trình. Là mùa thứ hai có sự tham gia của các nhân vật nam lẫn nữ, đây cũng là mùa đặc biệt khi Sao nhập ngũ quy tụ nhiều nhân vật đã từng tham gia các mùa trước trở lại với chương trình, cùng với những người lần đầu tiên góp mặt. Nhà sản xuất sau đó xác nhận Thượng úy Lê Hoàng Hiệp sẽ tham gia chương trình.
| Tên nhân vật (Nghệ danh)              | Nghề nghiệp | Mùa tham dự trước đây | Cấp bậc   | Vai trò                                                  |
| ------------------------------------- | ----------- | --------------------- | --------- | -------------------------------------------------------- |
| Lưu Quang Nhất                        | Quân nhân   | Mùa 14                | Đại úy    | Chỉ huy đại đội và tiểu đội nam                          |
| Phạm Quang Khải                       | Quân nhân   | Mùa 12                | Đại úy    | Chỉ huy tiểu đội nữ                                      |
| Lê Hoàng Hiệp                         | Quân nhân   | Lần đầu               | Thượng úy | Chỉ huy đội hình diễu binh của Lữ đoàn Tác chiến điện tử |
| Nguyễn Việt Long                      | Quân nhân   | Mùa 11                | Thiếu tá  |                                                          |
| Phạm Trần Thanh Duy                   | Ca sĩ       | Mùa 1                 | —         | Nhân vật trải nghiệm                                     |
| Trần Nguyên Cát Vũ (Tim)              | Ca sĩ       | Mùa 7                 | —         | Nhân vật trải nghiệm                                     |
| Nguyễn Thùy Trang (Trang Pháp)        | Ca sĩ       | Lần đầu               | —         | Nhân vật trải nghiệm                                     |
| Nguyễn Diệp Anh (Diệp Lâm Anh)        | Ca sĩ       | Lần đầu               | —         | Nhân vật trải nghiệm                                     |
| Phạm Duy Thuận (Jun Phạm)             | Ca sĩ       | Mùa 10                | —         | Nhân vật trải nghiệm                                     |
| Phùng Thanh Độ (Độ Mixi)              | Streamer    | Mùa 12                | —         | Nhân vật trải nghiệm                                     |
| Ninh Dương Lan Ngọc                   | Diễn viên   | Lần đầu               | —         | Nhân vật trải nghiệm                                     |
| Tăng Vũ Minh Phúc (Tăng Phúc)         | Ca sĩ       | Lần đầu               | —         | Nhân vật trải nghiệm                                     |
| Trương Nam Thành                      | Diễn viên   | Mùa 1                 | —         | Nhân vật trải nghiệm                                     |
| Trần Thị Diệu Nhi                     | Diễn viên   | Mùa 11                | —         | Nhân vật trải nghiệm                                     |
| Hoàng Văn Khoa (PewPew)               | Streamer    | Lần đầu               | —         | Nhân vật trải nghiệm                                     |
| Nguyễn Minh Tú                        | Người mẫu   | Mùa 12                | —         | Nhân vật trải nghiệm                                     |
| Nguyễn Hương Giang                    | Ca sĩ       | Mùa 4                 | —         | Nhân vật trải nghiệm                                     |
| Lê Huỳnh Anh                          | Diễn viên   | Mùa 1                 | —         | Nhân vật trải nghiệm                                     |
| Nguyễn Xuân Phúc                      | Diễn viên   | Mùa 2                 | —         | Nhân vật trải nghiệm                                     |
| Mạc Văn Khoa                          | Diễn viên   | Mùa 8                 | —         | Nhân vật trải nghiệm                                     |
| Nguyễn Anh Tú                         | Ca sĩ       | Mùa 12                | —         | Nhân vật trải nghiệm                                     |
| Huỳnh Ngọc Lập (Huỳnh Lập)            | Diễn viên   | Mùa 14                | —         | Nhân vật trải nghiệm                                     |
| Nguyễn Thùy Chi (Chi Pu)              | Ca sĩ       | Lần đầu               | —         | Nhân vật trải nghiệm                                     |
| Nguyễn Bình An                        | Diễn viên   | Mùa 2                 | —         | Nhân vật trải nghiệm                                     |
| Nguyễn Hữu Duy Khánh                  | Diễn viên   | Mùa 12                | —         | Nhân vật trải nghiệm                                     |
| Nguyễn Thanh Huệ Phương (Cara Phương) | Ca sĩ       | Mùa 12                | —         | Nhân vật trải nghiệm                                     |
| Nguyễn Thị Hòa (Hòa Minzy)            | Ca sĩ       | Mùa 12                | —         | Nhân vật trải nghiệm                                     |
| Hoàng Thúy Hậu (Hậu Hoàng)            | YouTuber    | Mùa 11                | —         | Nhân vật trải nghiệm                                     |
| Nguyễn Hoàng Lan (LyLy)               | Ca sĩ       | Lần đầu               | —         | Nhân vật trải nghiệm                                     |
| Bùi Xuân Trường (Double2T)            | Rapper      | Lần đầu               | —         | Nhân vật trải nghiệm                                     |
| Đàm Thị Ngọc Linh (Linh Ngọc Đàm)     | Streamer    | Mùa 13                | —         | Nhân vật trải nghiệm                                     |
| Nguyễn Cao Kỳ Duyên                   | Người mẫu   | Mùa 11                | —         | Nhân vật trải nghiệm                                     |
| Đoàn Thiên Ân                         | Người mẫu   | Mùa 13                | —         | Nhân vật trải nghiệm                                     |
| Đỗ Hải Đăng (Hải Đăng Doo)            | Ca sĩ       | Lần đầu               | —         | Nhân vật trải nghiệm                                     |

## Chi tiết các tập
| Tập | Tiêu đề                  | Ngày phát sóng      | TK     |
| --- | ------------------------ | ------------------- | ------ |
| 1 | "Thế nào là yêu nước?"   | 6 tháng 8 năm 2025  | [ 15 ] |
| - Mở đầu huấn luyện: - Tình huống chiến đấu: Vận chuyển đạn lên điểm cao 50 - Làm quen với các chiến sĩ, nhận quân - Kiểm tra nội vụ vệ sinh |                          |                     |        |
| 2 | "Khi đôi chân còn bước"  | 13 tháng 8 năm 2025 | [ 16 ] |
| - Ăn trưa - Hội thao kéo co bốn góc - Huấn luyện: - Điều lệnh đội ngũ - Hội thao kê chân - Duyệt binh                                        |                          |                     |        |
| 3 | "Những trái tim rực lửa" | 20 tháng 8 năm 2025 | TBA    |

## Kết quả các phần thi

### Hội thao kéo co 4 người (tập 2)
Thao trường thi đấu của nội dung này được thực hiện trên khu vực hình chữ nhật với bốn góc là bốn thùng phi, trên các thùng phi đó bố trí hai khẩu súng và hai hộp tiếp đạn của súng STV-380. Các chiến sĩ mới chia làm các cặp 2 người thi đấu theo thể thức đội nam đấu với đội nam, đội nữ đấu với đội nữ. Trong thời gian thi đấu, đội nào lấy được súng và hộp tiếp đạn, sau đó lắp thành công hộp tiếp đạn vào thân súng sẽ giành chiến thắng. Lưu ý, trong quá trình thi đấu không được để rơi thân súng hoặc hộp tiếp đạn, nếu để rơi sẽ cộng thời gian hoặc trừ điểm vào thành tích của đội.
| Vòng              | Lượt              | Đội 1                                      | Đội 2                                 |
| ----------------- | ----------------- | ------------------------------------------ | ------------------------------------- |
| Vòng loại đội nữ  | 1                 | Đội Đại Đại (Diệu Nhi - Hậu Hoàng)         | Đội X (Ngọc Linh - Hoàng Lan)         |
| Vòng loại đội nữ  | 2                 | Đội Bước chân thần tốc (Minh Tú - Thị Hòa) | Đội Chắc thắng (Thùy Chi - Diệu Nhi)  |
| Vòng loại đội nam | 1                 | Đội Tốc độ (Thanh Độ - Anh Tú)             | Đội Đèn trong mưa (Cát Vũ - Hải Đăng) |
| Vòng loại đội nam | 2                 | Đội Chỉ mình anh (Huỳnh Anh - Thanh Duy)   | Đội 80 (Văn Khoa - Bình An)           |
| Chung kết đội nữ  | Chung kết đội nữ  | Đội Bước chân thần tốc (Thị Hòa)           | Đội X (Ngọc Linh)                     |
| Chung kết đội nam | Chung kết đội nam | Đội 80 (Mạc Văn Khoa - Bình An)            | Đội Đèn trong mưa (Cát Vũ - Hải Đăng) |

Đội Đèn trong mưa và đội X giành hạng nhất lần lượt ở nội dung nam và nữ của hội thao này.

### Hội thao ke chân (tập 2)
Các chiến sĩ mới thực hiện ke một chân sử dụng chân trái trong thời gian lâu nhất có thể. Thành tích được tính như sau:
- Giỏi: 3 phút;
- Khá: 2 phút;
- Đạt: 1 phút;
- Không đạt: Dưới 1 phút.

| XH | Tên chiến sĩ | Thời gian      | Xếp hạng         |
| -- | ------------ | -------------- | ---------------- |
| 1T | Thanh Duy    | 4 phút 11 giây | Giỏi + Được khen |
| 1T | Bình An      | 4 phút 11 giây | Giỏi             |
| 2  | Anh Tú       | 4 phút         | Giỏi             |
| 3  | Hải Đăng     | 3 phút 50 giây | Giỏi             |
| 4  | Văn Khoa     | 3 phút 20 giây | Giỏi             |
| 5  | Huỳnh Anh    | 2 phút 44 giây | Khá              |
| 6  | Cát Vũ       | 1 phút 36 giây | Đạt              |
| 7  | Thanh Độ     | 1 phút 20 giây | Đạt              |

| XH | Tên chiến sĩ | Thời gian      | Xếp hạng         |
| -- | ------------ | -------------- | ---------------- |
| 1T | Ngọc Linh    | 4 phút 11 giây | Giỏi + Được khen |
| 1T | Nguyễn Hòa   | 4 phút 11 giây | Giỏi             |
| 1T | Thùy Chi     | 4 phút 11 giây | Giỏi             |
| 2  | Hoàng Lan    | 3 phút 11 giây | Giỏi             |
| 3  | Thúy Hậu     | 2 phút 8 giây  | Khá              |
| 4  | Diệu Nhi     | 1 phút 54 giây | Đạt              |